# Pays Ségali Communauté
Die Pays Ségali Communauté (vormals Communauté de communes Pays Ségali) ist ein französischer Gemeindeverband mit der Rechtsform einer Communauté de communes im Département Aveyron in der Region Okzitanien. Sie wurde am 2. November 2016 gegründet und umfasst 23 Gemeinden. Der Verwaltungssitz befindet sich im Ort Baraqueville.

## Historische Entwicklung
Der Gemeindeverband entstand mit Wirkung vom 1. Januar 2017 durch die Fusion der Vorgängerorganisationen
- Communauté de communes du Pays Baraquevillois und
- Communauté de communes du Naucellois.

Außerdem schlossen sich drei Gemeinden der aufgelösten Communauté de communes Viaur Céor Lagast dem hiesigen Verband an.

## Mitgliedsgemeinden
| Gemeinde                  | Einwohner 1. Januar 2022 | Fläche km² | Dichte Einw./km² | Code INSEE | Postleitzahl |
| ------------------------- | ------------------------ | ---------- | ---------------- | ---------- | ------------ |
| Baraqueville              | 3.168                    | 33,53      | 94               | 12056      | 12160        |
| Boussac                   | 605                      | 17,92      | 34               | 12032      | 12160        |
| Cabanès                   | 279                      | 15,78      | 18               | 12041      | 12800        |
| Calmont                   | 2.208                    | 30,89      | 71               | 12043      | 12450        |
| Camboulazet               | 401                      | 14,26      | 28               | 12045      | 12160        |
| Camjac                    | 575                      | 23,03      | 25               | 12046      | 12800        |
| Cassagnes-Bégonhès        | 946                      | 30,93      | 31               | 12057      | 12120        |
| Castanet                  | 525                      | 30,42      | 17               | 12059      | 12240        |
| Castelmary                | 118                      | 11,81      | 10               | 12060      | 12800        |
| Centrès                   | 462                      | 36,71      | 13               | 12065      | 12120        |
| Colombiès                 | 880                      | 55,23      | 16               | 12068      | 12240        |
| Crespin                   | 317                      | 18,35      | 17               | 12085      | 12800        |
| Gramond                   | 539                      | 13,14      | 41               | 12113      | 12160        |
| Manhac                    | 873                      | 18,50      | 47               | 12137      | 12160        |
| Meljac                    | 135                      | 9,54       | 14               | 12144      | 12120        |
| Moyrazès                  | 1.085                    | 48,67      | 22               | 12162      | 12160        |
| Naucelle                  | 2.017                    | 23,23      | 87               | 12169      | 12800        |
| Pradinas                  | 359                      | 22,68      | 16               | 12189      | 12240        |
| Quins                     | 885                      | 38,46      | 23               | 12194      | 12800        |
| Saint-Just-sur-Viaur      | 210                      | 25,10      | 8                | 12235      | 12800        |
| Sainte-Juliette-sur-Viaur | 634                      | 16,71      | 38               | 12234      | 12120        |
| Sauveterre-de-Rouergue    | 711                      | 23,43      | 30               | 12262      | 12800        |
| Tauriac-de-Naucelle       | 386                      | 21,59      | 18               | 12276      | 12800        |
| Pays Ségali Communauté    | 18.318                   | 579,91     | 32               | –          | –            |